# Carlos Casares partido
Carlos Casares  egy partido (körzet) Argentínában a Buenos Aires tartományban. A fővárosa Carlos Casares.

## Települések
Localidades
| - Carlos Casares - Smith - Bellocq - Moctezuma - Cadret | - Hortensia - Ordoqui - Mauricio Hirsch - Colonia Mauricio - La Sofía |  |

Parajes
| - Algarrobos - Centenario - Gobernador Arias - La Dorita - Santo Tomás |

## Népesség
| Népesség | 15.143 | 21.169  | 19.209 | 19.324 | 20.104 | 20.126 | 21.125 |
| Változás | -      | +39,79% | -9,25% | +0,59% | +4,03% | +0,11% | +4,96% |